# Grot van Las Monedas
De Grot van Las Monedas is een grot en een archeologische vindplaats van rotskunst in de Spaanse plaats Puente Viesgo (Cantabrië). De grot maakt deel uit van het ruimere grottencomplex van Monte Castillo. De rotstekeningen in de grot behoren tot het laat-Magdalénien.
De grot werd al ontdekt in de jaren 1930 maar werd pas gerapporteerd en wetenschappelijk onderzocht in 1952. Zij ontleent haar naam ('de muntstukken') aan 16-eeuwse muntstukken die in de grot werden gevonden. Eduardo Ripoll deed hier onderzoek.
De grot is meer dan 800 meter diep maar is maar over een lengte van 15 meter beschilderd. In totaal 28 dieren zoals paarden en rendieren werden in uniform zwart pigment getekend in de stijl van het Magdalénien. Enkele tekeningen konden worden gedateerd via de C14-methode op 12.170 en 11.950 jaar oud; dit is het laat-Magdalénien. In totaal werden vier rendieren getekend, wat opmerkelijk is gezien deze diersoort schaars werd in deze streek aan het einde van de ijstijd.